# Safrangilbtangare
Die Safrangilbtangare (Sicalis flaveola) oder Safranammer ist eine Vogelart aus der Familie der Tangaren (Thraupidae), die oft als Ziervogel  gehalten wird.

## Merkmale
Das Männchen besitzt ein gelbes Gefieder mit dunkleren Flügeln und Schwanzspitze und orangefarbener Stirn. Das Weibchen ist entweder oberseits graubraun gefärbt, unterseits weißlich mit gelbem Brustband oder es ist eine blassere Version des Männchens.  Der Gesang der Safrangilbtangare ist melodisch.

## Vorkommen
Die Safrangilbtangare lebt in Savanne und Buschlandschaften außerhalb des Amazonasbeckens in Kolumbien, Venezuela, Ecuador, Peru, Brasilien und Argentinien. In Teilen Mittelamerikas und der Karibik wurde sie eingeführt.

## Verhalten
Die Safrangilbtangare ist ein geselliger Vogel, der kleine Scharen bildet und am Boden nach Samen sucht.

## Fortpflanzung
Die Safrangilbtangare brütet  in einer Baumhöhle, im Dachgebälk eines Hauses, oder sie übernimmt ein aufgegebenes Nest eines anderen Vogels. Drei bis fünf Eier werden vom Weibchen etwa zwei Wochen lang bebrütet.  Mit 14 – 17 Tagen werden die Jungvögel flügge.